# Экерс-Дуглас, Аластер, 4-й виконт Чилстон
Аластер Джордж Экерс-Дуглас, 4-й виконт Чилстон (англ. Alastair George Akers-Douglas, 4th Viscount Chilston; род. 5 сентября 1946) — британский пэр, звукорежиссер и кинопродюсер.

## Биография
Родился 5 сентября 1946 года. Единственный сын Иэна Стэнли Экерса-Дугласа (1909—1952) и его второй жены Филлис Розмари Парсон (1918—2000). Внук Джорджа Александра Экерса-Дугласа (1878—1955) и правнук Аретаса Экерса-Дугласа, 1-го виконта Чилстона.
Он получил образование в Итонском колледже и Мадридском университете.
10 апреля 1982 года после смерти своего бездетного двоюродного дяди, Эрика Александра Экерса-Дугласа, 3-го виконта Числстона (1910—1982), Аластер Экерс-Дуглас унаследовал титулы 4-го виконта Чилстона из Боутон-Малерба, графство Кент, и 4-го барона Дугласа из Баадса, графство Мидлотиан.
Член Палаты лордов с 1982 по 1999 год .
5 июня 1971 года Аластер Эйкерс-Дуглас женился на Джульет Энн Ловетт, дочери подполковника Найджела Ловетта. У них было трое сыновей:
- Достопочтенный Оливер Иэн Экерс-Дуглас (род. 13 октября 1973), старший сын и наследник отца.
- Достопочтенный Александр Хью Экерс-Дуглас (род. 30 июля 1975)
- Достопочтенный Доминик Ловетт Экерс-Дуглас (род. 31 июля 1979).